# Verzetsmonument Beekbergen

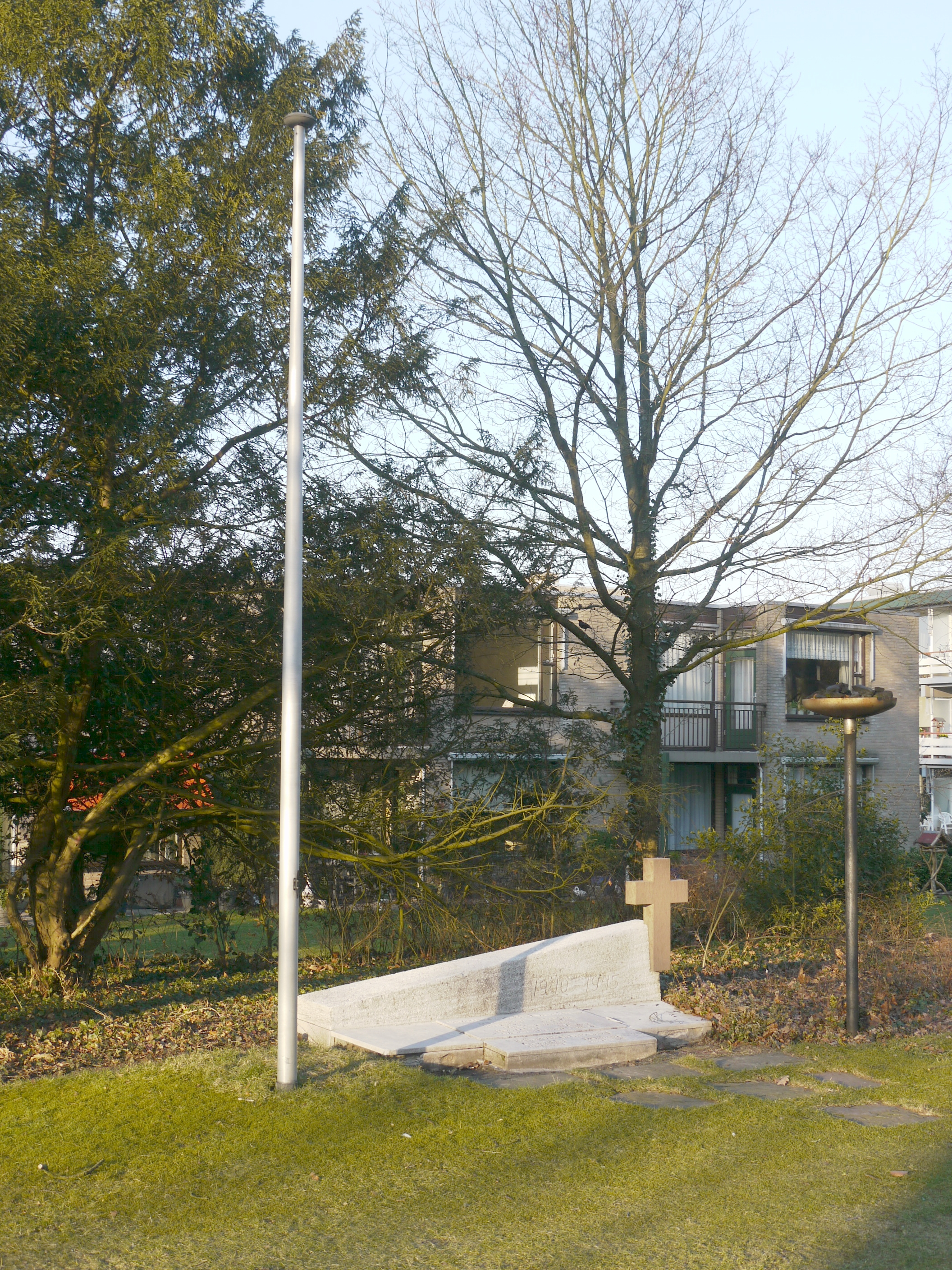
Foto uit 2011 van het monument

Het Monument Beekbergen is een herdenkingsmonument in het Teixeira de Mattospark te Beekbergen. Het monument eert tien omgekomen verzetsleden uit Beekbergen tijdens de Tweede Wereldoorlog en twee soldaten uit Beekbergen die omkwamen bij de politionele acties in Nederlands-Indië. Het monument is geadopteerd door de lokale basisschool, de OBS Beekbergen. Jaarlijks op 4 mei wordt bij het monument een herdenking gehouden, voorafgegaan door een stille tocht. Op 5 mei wordt jaarlijks vanuit Wageningen het bevrijdingsvuur overgebracht en ontstoken bij het monument.
Het monument werd ontworpen door J. Bouw en werd op 4 mei 1970 onthuld. Het is ontworpen in opdracht van het comité van G. Pont-Jonker. Op 17 april 1990 werd voor het monument een gedenksteen geplaatst waarop 10 namen staan van in de Tweede Wereldoorlog omgekomen leden van het verzet uit Beekbergen. Een jaar later werden de namen toegevoegd van de twee mensen uit Beekbergen die tijdens de politionele acties in Nederlands-Indië zijn omgekomen. In april 2012 werd wegens slijtage het monument vervangen. Er is nu een hardere steensoort gebruikt die beter bestendig is tegen weersinvloeden. Alleen het kruis werd niet vervangen, omdat die niet in versleten staat was.
Het monument bestaat uit een twee meter lange liggende witgele steen die oploopt en tevens smaller wordt. Die steen symboliseert de steeds moeilijker weg, die men gaan moest, leidend naar het kruis.
Aan het uiteinde van de witte steen is dan ook een roodbruine zandsteen in de vorm van een kruis bevestigd. In het monument zijn de jaartallen "1940 - 1945" gegraveerd. Aan de voorkant van het monument ligt op de grond de gedenksteen met namen.